# Luca Marin
Luca Marin (Italia, 9 de abril de 1986) es un nadador italiano retirado especializado en pruebas de cuatro estilos, donde consiguió ser medallista de bronce mundial en 2007 en los 400 metros estilos.

## Carrera deportiva
En el Campeonato Mundial de Natación de 2007 celebrado en Melbourne ganó la medalla de bronce en los 400 metros estilos, con un tiempo de 4:09.88 segundos, tras los estadounidenses Michael Phelps y Ryan Lochte (plata con 4:09.74 segundos).